# Шуа Кваліті
Шуа Кваліті (груз. შუა კვალითი) — село в Грузії.
За даними перепису населення 2014 року в селі проживає 452 осіб.